# スライス・オブ・ライフ
スライス・オブ・ライフ（Slice of life 人生の一断片、日常の一コマ）は、芸術やエンターテイメント作品において、ありふれた日常を描くことをいう。演劇においては自然主義を指すが、文学用語としては物語（ナラティブ）の一手法であり、登場人物の人生や生活における出来事が恣意的にも思える順序で提示され、プロットの発展や対立（葛藤）、説明を欠いたまま、オープン・エンディングで作品が終えられることもある。
この言葉はテレビCMなど広告の表現スタイルの分析に使われることもある。例えば、谷川俊太郎の詩『朝のリレー』をモチーフにしたネスカフェのCMは「スライス・オブ・ライフ」を描いているといわれる。

## 映画と舞台
演劇用語における「スライス・オブ・ライフ」は、現実と理想の狭間にある実生活を自然主義的に描くことであり、「スライス・オブ・ライフなダイアローグのある芝居」のように場合によっては形容詞として用いられる。英語のSlice of lifeはもともとフランスの劇作家ジャン・ジュリアン (1854–1919)が1890年から1895年にかけてフランス語の「tranche de vie」から借用して使い始めたのがその起源である。
ジャン・ジュリアンは自分の作品『セレナード』を舞台にかけてからほどなく、この言葉を自身の理論において用いるようになった。ウェイン・S・ターニーのエッセイ『芝居における自然主義へのノート』("Notes on Naturalism in the Theatre")では当時の状況がこう紹介されている。
『セレナード』は自由劇場で発表された。この作品は〔フランス語で〕rosserie、つまり立派な人物にみえても実は堕落して道徳的に破綻している人物を扱った芝居の最良の例である。ジュリアンは『The Living Theatre』(1892)において「微笑みながら、とんでもない悪党だ」という有名な言葉を我々に捧げ、自然主義を定義してみせている。彼曰く「この芝居は、芸術として舞台にかけられたスライス・オブ・ライフだ」、「…我々の目的は笑いではなく思想を生むことにある」と。彼にとっては、芝居は幕が下りると同時に終わるものではなく、芝居の終わりとは「自分の想像を超えた出来事の解釈を観客に任せている最後のエピソードの最中で、それをただ恣意的に打ち切っているだけ」なのである"
1950年代にこの言葉は、 JPミラー、パディ・チャイエフスキー、レジナルド・ローズといった生放送のテレビ劇への批評において広く使われるようになった。当時は、イギリスの映画や演劇で起こったキッチン・シンク・リアリズムへの蔑称に近い使われ方をされることもあった。
2017年に映画脚本家で研究者のエリック・R・ウィリアムズは、映画脚本における分類学を論じて「スライス・オブ・ライフ」を11の映画のスーパージャンルに位置付けるとともに、あらゆる長編の物語映画はこのスーパージャンルのどれかにあてはまると述べている。その１つがドラマである。その他のスーパージャンルは、ドラマ、アクション、クライム、ファンタジー、ホラー、ロマンス、SF、スポーツ、スリラー、戦争、ウェスタンである。ウィリアムズがスライス・オブ・ライフの例として挙げている映画は『6才のボクが、大人になるまで。』、『はじまりへの旅』、『フェンス 』、『ムーンライト 』、『ターミナル』、『ウェイトレス 〜おいしい人生のつくりかた』などである。

## 文学
文学用語における「スライス・オブ・ライフ」は、登場人物の人生の一場面を恣意的にも思える形で提示するストーリーテリングの手法である。そこでは、プロットに一貫性や葛藤、はっきりした結末が欠けていることもよくある。つまり物語においてプロットはほとんど展開されないか、何の説明がないことさえ多く、大団円がないというよりもオープンエンディングであるといったほうがよい場合がある。現実のちょっとした場面を、ふるいにかけたり整理したり評価をすることなく、微細かつ真摯に写し取ること、あらゆるごく細かなディテールを科学的な忠実さでもって提示すること、その２つにフォーカスしている作品は「スライス・オブ・ライフ」的小説の典型である。夫への無償の愛から一変して息子に病的な愛着を傾ける女性の物語が語られる、モーパッサンの『女の一生』でこの手法が実際に使われている。。
物語における「スライス・オブ・ライフ」は、アメリカでは19世紀の末にシカゴ学派から高い関心が寄せられた。この頃には文学と社会学は全く異なる言説のシステムから成っていたにも関わらずである 。シカゴ学派の学者たちは文学者として、市井の人々の言葉を使い、調査対象の人間の物語や情緒に左右されない社会の現実を記述するためのテキストを生産したのである。19世紀後半から20世紀前半にかけてスライス・オブ・ライフは文学における自然主義にも取り入れられた。当時の自然主義は例えばダーウィン的な自然観のような社会科学に採用された原理と手法に影響を受けていた。こうした流れは、現実を倫理的に評価することなくただ真摯に再現するリアリズムの延長上にある。文学者、とりわけ劇作家は、同時に「人生の暗部」や社会的な抑圧を強調することで観者に衝撃を与え、社会革命を求める声を高めようとした。

## 日本のアニメ・漫画
- スライス・オブ・ライフ的アニメの一覧（英語版）も参照

スライス・オブ・ライフ的な漫画は、「空想的な要素のない、田舎の高校に代表される現実の日常生活を舞台にしており、事実上の恋愛関係にあることも多いキャラクター同士の人間関係を軸とした」物語である。「キャラクター同士の心（感情）の絆が生まれること」が好まれ、1980年代の半ばから人気になり始めたジャンルである。しかしチェンマイ大学人文学部日本研究センターの西田昌之は、このジャンルのアニメや漫画作品にもファンタジーや空想的世界の要素は取り入れられていると指摘している。「現実的にも起こりうる一定の条件のもとでは、人間の『リアリティ』を表現する手段としてむしろファンタジーが利用されることがある」からである。
ロビン・E・ブレナーは2007年に出版された『Understanding Manga and Anime』の中で、アニメや漫画における「スライス・オブ・ライフ」というジャンルは、非常に短いスパンで不条理なほど大量のドラマチックだったり滑稽な出来事が起こることから、ドラマよりもメロドラマに近いと述べている。ブレナーは比較対象として、アメリカのティーンドラマである『ドーソンズ・クリーク』や『The O.C』を挙げている。こうしたジャンルは日本の漫画市場において大きな位置を占めており、たいてい学校生活やキャラクター同士の関係性に主軸が置かれている.。ライトノベルシリーズの『魔術士オーフェン』は、スライス・オブ・ライフの中でも一風変わった作品である。ファンタジー的な世界観に対する、人間のリアルな反応が描かれているからである。
アニメや漫画における「スライス・オブ・ライフ」のサブジャンルとして、空気系/日常系のアニメが挙げられる。このジャンルにおいては「深い人間関係や恋愛関係に発展した後の描写は意図的にストーリーから排除されている。これは日常生活や美少女（若くてかわいらしい女性）の会話を重視した、ライトで馴染みやすいストーリーを展開するためである」。それが成立するためには「変わった土地柄」だけでなく「日常生活を平穏で心温まるものとして感じるセンス」がきわめて重要になる。日常系は4コマ漫画から登場したジャンルであり、『あずまんが大王』、『けいおん!』、『ひだまりスケッチ』などが代表的作品である。北海道大学観光学高等研究センターの山村高淑は、2000年代半ばにこのサブジャンルが流行したことで、アニメ作品で登場したロケーションをファンが観光するコンテンツツーリズムの人気が高まったと論じている。
法政大学グローバル教養学部のスティービー・スアンは、『あずまんが大王』のようなスライス・オブ・ライフ的アニメ作品の特徴として、「困ったときに白い丸になる目、感情を表すときに輝く元気で大きな目、〔強調された〕汗のしずくや動物の牙、キャラをシルエットだけで単純に描くことなど、アニメというメディアにおける『定型表現』がより強調されていることも多い」と述べている。